# I Am What I Am (singel Emmy Muscat)
I Am What I Am – singel maltańskiej piosenkarki Emmy Muscat wydany 14 marca 2022 nakładem Warner Music Italy. Piosenkę skomponowali Dino Medanhodžić, Julie Aagaard, Stine Kinck oraz sama wokalistka. Utwór reprezentował Maltę w 66. Konkursie Piosenki Eurowizji w Turynie (2022).

## Lista utworów
- Digital download[2]

1. „I Am What I Am” – 3:02